# Vojnich Erzsébet
Vojnich Erzsébet (Budapest, 1953. november 22. –) magyar festőművész.

## Életrajza
Férje Szüts Miklós festőművész, két gyermekük van: Anna (1986) és Nóra (1987).

### Iskolái
- 1968–1972 Képző- és Iparművészeti Szakközépiskola
- 1976–1981 (akkor még) Képzőművészeti Főiskola festő szak, Gerzson Pál növendéke.

### Főiskola után
A főiskola elvégzése után 1988-ig tagja a Fiatal Képző- és Iparművészek Stúdiójának, 1980-tól a Képzőművészeti Alapnak.
1982–1985-ig Derkovits-ösztöndíjas.
1983-ban Derkovits nívódíjat kap, ugyanebben az évben egy finnországi ösztöndíj során elnyeri a Yuho Rissanen-díjat.
1991-ben Cagnes-Sur-Merben elnyeri a zsűri díját (23e Festival International de la Peinture), ugyanebben az évben ösztöndíjjal egy hónapot töltött Lisszabonban.
Szabadfoglalkozású képzőművész. Róla és egyes műveiről Nagy Miklós műgyűjtő és fotóművész honlapján is láthatunk képeket. 2007-ben AEGON művészeti díj elismerésben részesült.

## Kiállításai
- 2012 Nomade Galéria, Megnyitotta: Varga Mátyás
- 2011 Ráday IX. Megnyitotta: Rényi András
- 2011 Tetőtéri Galéria, Pannonhalma, Megnyitotta: Szabó Marcell
- 2010 Bartók32 Galéria, Megnyitotta: Horváth Károly és Frenkó Zsolt
- 2009 Magyar Intézet - Stuttgart /Szüts Miklóssal/ Megnyitotta: Závada Pál
- 2008-09 Nemzeti Színház - előcsarnok, Megnyitotta: Rényi András
- 2008 Reök Palota - Szeged /Szüts Miklóssal/ Megnyitotta: Darvasi László
- 2008 Aulich Art Galéria, Budapest
- 2007 Galéria IX., Budapest, megnyitotta: Bán Zsófia
- 2007 Bartók32 Galéria, Budapest, megnyitotta: Radnóti Sándor
- 2006 KÉKA Galéria, Budapest, megnyitotta: Csáki Judit
- 2004-2005 Városi Képtár - Deák Galéria, Székesfehérvár, megnyitotta: Andrási Gábor
- 2004 Millenáris, Kerengő Galéria, Budapest, megnyitotta: Radnóti Sándor
- 2002 Tetőtéri Galéria, Pannonhalma, megnyitotta: Szüts Miklós
- 1999 Pusztazámori Kastély, Pusztazámor
- 1998 Műgyűjtők Galériája, megnyitotta: Spiró György
- 1997 Fővárosi Képtár Kiscelli Múzeum - Templomtér, Budapest
- 1997 Magyar Intézet, Bukarest Szüts Miklóssal és Romelo Pervolovicivel
- 1996 Institut Hongrois, Párizs, Szüts Miklóssal és Hargittai Pállal
- 1996 Accademia d'Ungheria, Róma, Szüts Miklóssal és Hargittai Pállal
- 1995 Óbudai Pincegaléria, Budapest, megnyitotta: Neményi Mária
- 1994 Művészetek Háza, Pécs, megnyitotta: Molnár Gál Péter
- 1993 Kortárs Gyűjtemény a Kecskeméti Cifra Palotában, Kecskemét, megnyitotta: Simon Magda
- 1993 Budapest Történeti Múzeum, Budavári Palota, megnyitotta: Demszky Gábor
- 1992 Régi Zsinagóga, Szolnok, megnyitotta: Spiró György
- 1992 Balassi Könyvesbolt, Budapest, megnyitotta: S. Nagy Katalin
- 1990 Budapest Galéria Lajos utcai Kiállítóháza, Budapest, megnyitotta: György Péter
- 1990 Galerie Sennebogen, Regensburg, Berhidi Máriával közös kiállítás
- 1989 Horváth Endre Galéria, Balassagyarmat, megnyitotta: Spiró György megnyitóját Szüts Miklós olvasta fel
- 1989 Savoyai Kastély, Ráckeve, Szüts Miklós megnyitóját Spiró György olvasta fel
- 1987 Ernst Múzeum, Budapest, HÉT MŰVÉSZ, megnyitotta: Spiró György
- 1984 Óbudai Pincegaléria, Budapest, megnyitotta: Roskó Gábor
- 1983 Dimitrov Megyei Művelődési Központ, Veszprém, megnyitotta: Supka Magdolna

## Díjai
- Munkácsy Mihály-díj (1998)
- Prima Primissima díj (2015)
- Ezüstgerely díj, különdíj (2020)[3]
- Hazám-díj (2023)[4]

## Külső hivatkozások
- Vojnich Erzsébet élete, munkássága az art Portálon
- Vojnich Erzsébet honlapja